# Ilulissat-jégfjord
Az Ilulissat-jégfjord (inuit nyelven: Ilulissat Kangerlua) egy fjord Grönland nyugati részén, az északi sarkkörtől 250 km-re északra Ilulissat település közelében. 56 km hosszú és átlagosan 7 km széles. A grönlandi jégmezőktől a Disko-öbölig fut nyugati irányba.
Keleti végénél a Jakobshavn-gleccser (Sermeq Kujalleq), az északi félteke legaktívabb gleccsere táplálja, amely naponta 19 métert halad. Ez azt jelenti, hogy évente 35 köbkilométernyi jég szakad le róla, és áramlik végig a fjordon (amely ezáltal gyakorlatilag teljesen jéggel van kitöltve). A gleccserről általában nyáron szakadnak le a jéghegyek (borjadzás), amelyek a tengerszinttől számítva akár 100 méteres magasságúak is lehetnek – ami csak a teljes magasság 10-15%-a. A fjord tenger felőli végéig általában 12-15 hónap alatt érnek el, ott azonban mintegy 250-300 méterrel a tengerszint alatt egy morénalerakódás van. Itt a nagyobb jéghegyek fennakadnak, és akár néhány évig is megrekedhetnek, amíg a gleccser és a feltorlódó jéghegyek ereje ki nem mozdítja őket.

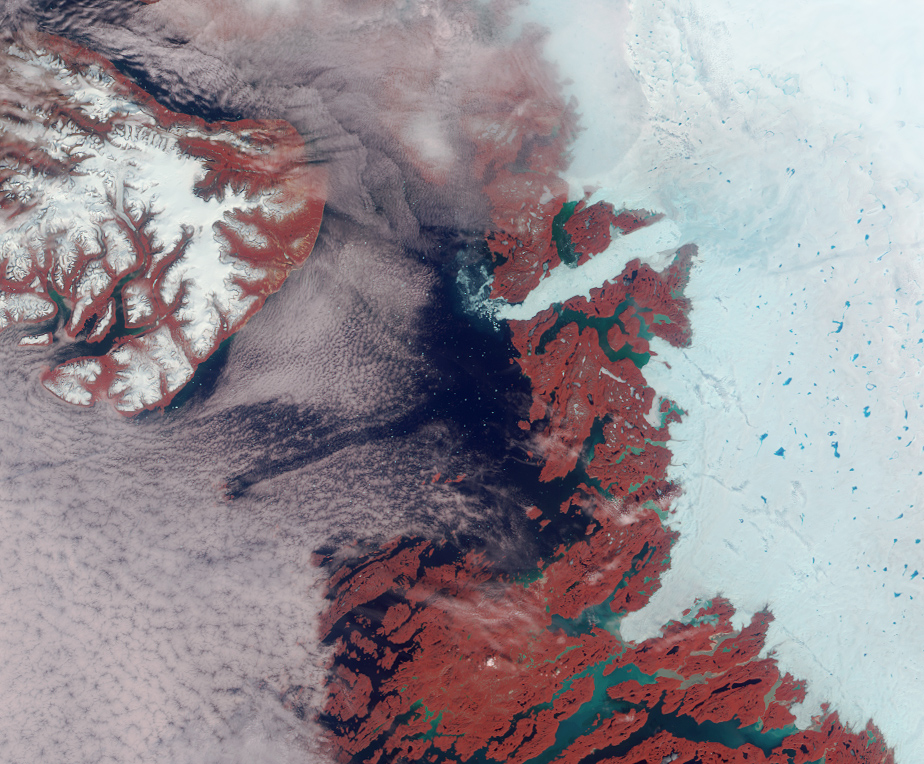
A kép jobb oldalán középen, a jégmezőt a tengerrel összekötő fehér csík a jégfjord

A feltöredező jéghegyek végül kiérnek a nyílt tengerre, ahol először a tengeráramlásokkal észak felé veszik az irányt, majd dél felé visszakanyarodva kijutnak az Atlanti-óceánra. A nagyobb jéghegyek általában a 40-45. szélességi fokig is elérnek (ez kb. New York magassága), mire elolvadnak.
Az Ilulissat-jégfjord 2004 óta az UNESCO világörökség része, tekintettel hatalmas méreteire és arra, hogy – viszonylag könnyű megközelíthetősége miatt – nagyban hozzájárult a gleccserek és a klímaváltozás kutatásához.

### Külső hivatkozások
- Ilulissat-jégfjord – UNESCO Világörökség Központ (angol, francia)
- A tanácsadó testület értékelése – UNESCO Világörökség Központ (angol, francia)
- Ilulissat Icefjord (2004) – Nordic World Heritage Foundation (angol)
- Ilulissat turisztikai honlap (angol)
- NASA – Fastest Glacier in Greenland Doubles Speed Archiválva 2006. június 19-i dátummal a Wayback Machine-ben (angol)
- Fényképek – Greenland in Pictures (angol, dán)